# Basileucus venturii
Basileucus venturii är en stekelart som först beskrevs av Carlos Schrottky 1902.  Basileucus venturii ingår i släktet Basileucus och familjen brokparasitsteklar. Inga underarter finns listade.